# Waga pierścieniowa
Waga pierścieniowa − (ang. ring balance manometer) rodzaj manometru różnicowego do pomiaru małych zmian ciśnienia.

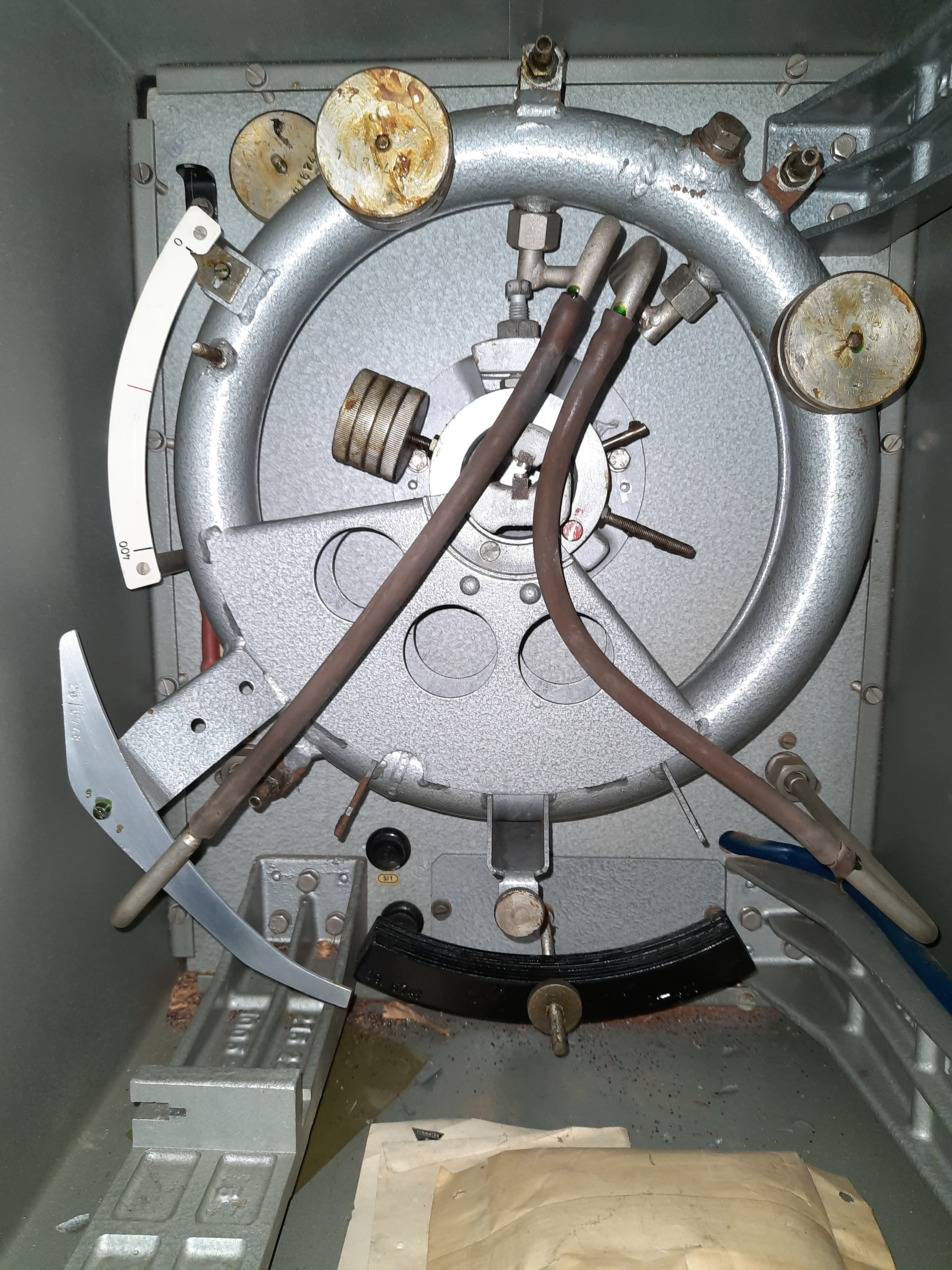
Waga pierścieniowa wypełniona rtęcią produkcji VEB Junkalor Dessau, NRD

Przyrząd zbudowany jest z pionowo ustawionego naczynia w kształcie pierścienia częściowo wypełnionego cieczą, zawieszonego uchylnie w osi geometrycznej w sposób pozwalający na swobodne wychylenia (niepełne obroty) przy zachowaniu położenia przyrządu w płaszczyźnie pionowej. Pierścień jest połączony ze wskazówką pokazującą jego wychylenie, będące funkcją różnicy ciśnień w rozdzielonych przegrodą komorach nad cieczą. U dołu pierścienia po przeciwnej stronie do przegrody znajduje się obciążnik o znanej masie. Do rozdzielonych hermetycznie komór przyłączone są 2 elastyczne przewody doprowadzające gaz, którego ciśnienie jest mierzone. Ciecz znajdująca się na dole pierścienia spełnia rolę ruchomego uszczelnienia, nie dopuszczając do połączenia się gazów z obu odrębnych komór. Gdy zostanie przyłożone większe ciśnienie do jednej z komór, ciecz uszczelniająca zostanie częściowo wyparta do komory o niższym ciśnieniu, jak w tradycyjnej U-rurce. Przesunięcie masy cieczy wywołuje moment obrotowy, co skutkuje wychyleniem się pierścienia a tym samym przesunięciem obciążnika do nowego położenia w stanie równowagi. Różnica ciśnień zatem jest proporcjonalna do stopnia obrotu pierścienia i może zostać odczytana wprost z położenia wskazówki na odpowiedniej skali. Przyrząd został prawdopodobnie wynaleziony w Niemczech na początku XX wieku.